# Leo Roth (Kantor)
Leo Roth (* 1921 in Graz; † 2004 in Baden-Baden) war ein österreichischer Chasan.

## Jugend und Exil
Leo Roth wurde 1921 in Graz geboren. Seine Familie war polnisch-jüdischer Herkunft. Nach dem Anschluss Österreichs ans Deutsche Reich Mitte März 1938 verschärften sich die zuvor schon bestehenden antisemitischen Anfeindungen, Benachteiligungen, Ausgrenzungen und gewalttätigen Vorfälle in seiner Heimat: Die Diskriminierung von Menschen jüdischen Glaubens und jüdischer Herkunft wurde in der sog. Ostmark offen zum Ziel staatlichen Handelns. Roth gehörte 1938 zu denjenigen, die durch einen Kindertransport nach Großbritannien vor weiterer Verfolgung geschützt werden konnten. Nach kurzem Aufenthalt wurde er allerdings wie einige andere exilierte Kinder mit dem Ziel Kanada erneut eingeschifft. Es folgte eine Irrfahrt, die stattdessen zunächst in Australien endete. Roth wurde in einem Lager interniert, konnte dann aber zu seinen inzwischen nach Shanghai emigrierten Eltern weiterreisen. Roths Freund Kurt Rudolf Fischer, der mit seinen Eltern nach Ausbruch des Zweiten Weltkriegs ebenfalls noch nach Shanghai emigrieren konnte, schilderte später:

„Nach der Ankunft in Shanghai trennten sich die Emigranten in zwei Gruppen: Die, die etwas Geld hatten, zogen in die sogenannte Frenchtown oder in das International Settlement - Bezirke mit Extraterritorialrechten, in denen die chinesische Verwaltung, bzw. damals auch die japanische, ausgeschaltet waren. Die zweite Gruppe, die ohne Geld, mußte nach Hongkew ziehen und war auf Unterstützung angewiesen. Hongkew war ein unter japanischer Oberhoheit stehender Stadtteil von Shanghai mit miserablen hygienischen und sanitären Bedingungen.“

Roths Familie gehörte zu denjenigen, die es sich wirtschaftlich leisten konnten, in der extraterritorialen Zone zu wohnen. Leo Roth schrieb sich als Student der Biologie ein. Ab Mitte 1943 ließ die japanische Besatzungsmacht allerdings alle nach 1937 nach Shanghai gekommenen Juden in ein eigenes Ghetto zusammenziehen. Seit 1944 kam das Ghetto ungewollt auch unter Beschuss der US-amerikanischen Truppen. Als es am 3. September 1945 befreit wurde, kehrte Familie Roth über Großbritannien nach Österreich zurück.

## Chasan
Verfolgung und Exil hatten bei Leo Roth dazu beigetragen, dass er sich der jüdischen Religion zuwandte. So versah er zunächst in seiner Geburtsstadt Graz den Gottesdienst. Noch in Shanghai war Kurt Rudolf Fischer aufgefallen, dass Leo Roth „eine ausgezeichnete Gesangsstimme besaß“. Roth wurde daher bald von Graz weg als Erster Kantor der jüdischen Gemeinde nach Wien berufen. 1957 wechselte er auf Werben von Heinz Galinski nach Berlin. Es war für ihn als Österreicher einfacher als für Deutsche, die damalige Grenze zwischen der Bundesrepublik und West-Berlin einerseits und der Deutschen Demokratischen Republik und Ost-Berlin andererseits zu passieren. Daher war er ähnlich wie Estrongo Nachama bald in Synagogen beidseits der Grenze als Chasan tätig, so in der Synagoge Rykestraße in Prenzlauer Berg und in der Synagoge Pestalozzistraße in Berlin-Charlottenburg sowie in der Synagoge Fraenkelufer in Berlin-Kreuzberg.

## Pflege der synagogalen Musik
Leo Roth erwarb sich mit seiner Tenor-Stimme allmählich ein umfangreiches Repertoire solistischer und konzertanter synagogaler Musik. Seine Darbietungen waren über Jahre hinweg fester Bestandteil der Sendungen zum Sabbat sowohl des (West-Berliner) Senders Freies Berlin als auch des (Ost-Berliner) Berliner Rundfunks. Außerdem schuf er auf den damaligen Medien ein umfangreiches Archiv synagogaler Musik, das nicht nur von west- und ostdeutschen Verlagen für den deutschen Sprachraum veröffentlicht wurde, sondern vereinzelt auch in Südeuropa, Latein- und Nordamerika. Besonders häufig trat er in der Synagoge Pestalozzistraße zusammen mit deren Chorleiter und Organisten Harry Foß auf. Gemeinsam mit dem von Oberkantor Werner Sander gegründeten, später von Helmut Klotz geleiteten Leipziger Synagogalchor sowie mit dem Rundfunk-Sinfonieorchester Leipzig hatte er viele Auftritte und machte Schallplattenaufnahmen. 1978 beteiligte Roth sich an der erneuten Ausgabe einer Studie des Berliner Chasans Aron Friedmann zu synagogalen Gesängen.

## Lebensabend
Leo Roth verlebte seine letzten Jahre in Baden-Baden, wo er 2004 verstarb.

## Diskografie (Auswahl)
Von und mit Leo Roth sind bisher mehr als 50 Werke in über 100 Veröffentlichungen und acht Sprachen verfügbar, darunter:
- Meisterwerke der Synagoge OCLC 45999053 OCLC 317634136 OCLC 729993265
- Kostbarkeiten jüdischer Folklore OCLC 3495139 OCLC 725737313 OCLC 707191528 OCLC 80609448
- Kol Nidre : Sakrale Musik der Synagoge OCLC 34179116
- Zwoelf grosse Gesaenge OCLC 608020320 OCLC 725465391
- Canciones populares Israelitas OCLC 68746448
- Canciones folkloricas Judias OCLC 34388490
- Höre Israel ... : 23 Gesänge des Sabbat und der Feiertage OCLC 711833156
- Music of the Jewish people OCLC 6697998
- Der Leipziger Synagogalchor zugunsten des Wiederaufbaus der Synagoge Dresden OCLC 313777127

## Filmografie
- 1988: Schlaft nicht daheim (Fernsehfilm)

## Ehrenämter
Leo Roth war Gründungsmitglied und bis zu seinem Tod Mitglied des Orpheus Trust, einer Stiftung mit einer bedeutenden Sammlung an Informationen zu vom NS-Regime verfolgten und vertriebenen Musikschaffenden mit Bezug zu Österreich.

## Medien
Tondateien von Teilen oder ganzen Darbietungen Leon Roths sind gratis u. a. hier verfügbar:
- Kol Nidre
- Kaddish (MP3; 5,2 MB)
- diverse